# Paianios (Übersetzer)
Paianios (altgriechisch Παιάνιος, geboren wohl um 337, gestorben nach 379) war ein antiker griechischer Übersetzer und Rechtsanwalt, der im 4. Jahrhundert in Syrien im östlichen Teil des Römischen Reiches lebte. Er verfasste eine Übersetzung von Eutropius’ kurzgefasster römischer Geschichte (Breviarium ab urbe condita), die von der Gründung der Stadt durch Romulus (753 v. Chr.) bis zum Tod des Kaisers Jovian (364 n. Chr.) reicht. Im Gegensatz zu einer späteren Übersetzung desselben Werks (von Kapiton von Lykien, spätes 5./frühes 6. Jahrhundert) ist die des Paianios in mehreren Handschriften erhalten (direkt überliefert). Der erhaltene Teil der griechischen Übersetzung reicht bis zu Jovians Vorgänger Julian. Wie Eutropius’ Breviarium war Paianios’ Metaphrasis im 17. und 18. Jahrhundert Anfängerlektüre im altsprachlichen Unterricht, verschwand jedoch mit dem Neuhumanismus aus dem Kanon der Schulautoren.

## Leben
Da Paianios in seinem Werk keine Aussagen über sich selbst macht, kann man seine Lebensumstände nur vermutungsweise rekonstruieren. Aus verschiedenen Einzelheiten, die er bei der Übersetzung eigenmächtig hinzufügte, lässt sich schließen, dass er sich mit der Topographie Kleinasiens und Syriens auskannte, weniger dagegen mit der der westlichen Reichsteile. Aus einer Bemerkung zu den Enkeln des persischen Großkönigs Narseh (Schapur und Hormizd), die Paianios als seine (noch lebenden oder erst kürzlich verstorbenen) Zeitgenossen bezeichnet, lässt sich durch das Todesjahr Schapurs II. (379 n. Chr.) der späteste Zeitpunkt der Abfassung festlegen. Paianios schrieb also nur zehn Jahre nach dem Erscheinen des lateinischen Breviarium ab urbe condita.
In einem grundlegenden Aufsatz schlug Ernst Schulze (1870) vor, Paianios mit einem Rechtsanwalt aus Syrien zu identifizieren, der in mehreren Briefen des Sophisten Libanios erwähnt wird. Diese Identifikation ist seitdem allgemein akzeptiert.
Paianios stammte demnach aus einer wohlhabenden und gebildeten Familie. Er war Sohn des Statthalters von Bithynien, Calliopius. Libanios erwähnt Paianios zuerst in einem Brief an Lemmatios aus dem Jahr 363. Er bezeichnet Paianios als seinen ehemaligen Schüler, um den er und der Rhetor Akakios von Kaisareia sich sehr bemüht hätten. Paianios hatte also Rhetorik in Antiochia studiert, während Libanios und Akakios dort gleichzeitig lehrten, nämlich in den Jahren 354–361. Dadurch lässt sich das Geburtsjahr des Paianios auf ungefähr 337 eingrenzen. Für das Jahr 364 berichtet Libanios von einer Reise des Paianios nach Macedonia und Konstantinopel, in die östliche Reichshauptstadt. Nach der Rückkehr im selben Jahr übersiedelte Paianios nach Palästina, um dort als Advokat zu arbeiten. Noch im selben Jahr (oder im folgenden) heiratete er die Tochter des Pompeianus, eines wohlhabenden Bürgers von Antiochia.
Über die persönliche Beziehung des Übersetzers Paianios zu dem Historiker Eutropius haben wir keine sicheren Informationen. Es ist jedoch wahrscheinlich, dass sie sich gekannt haben, denn in einem Brief des Libanios aus dem Jahr 362 wird ein gewisser Eutropios genannt, der Schüler und Neffe des Akakios ist, mit Kaiser Julian in Kontakt steht und sich in Antiocheia aufhält. Wenn man Identität dieses Eutropios mit dem Historiker annimmt, zählten beide zum Schülerkreis des Akakios und des Libanios. Die Hypothese von Otto Seeck, dass Eutropius selbst Paianios mit der griechischen Übersetzung beauftragt habe, ist zwar plausibel, aber nicht beweisbar. Ebenso steht es mit einer Vermutung des Historikers Joseph Geiger, dass sowohl Eutropius als auch Paianios aus Caesarea Maritima in Palästina stammten.

## Werk

### Umfang und Inhalt
Wie das lateinische Breviarium ab urbe condita fasst die Metaphrasis des Paianios die römische Geschichte von der Gründung der Stadt (753 v. Chr.) bis zum Tod des Kaisers Jovian (364 n. Chr.) zusammen. Beide Werke sind in zehn Bücher geteilt, deren Grenzen jeweils durch epochale Ereignisse bestimmt sind. Bei Paianios fehlt allerdings die einleitende Widmung an Kaiser Valens. Das Ende der Metaphrasis mit der Regierung des Jovian ist nicht erhalten.
- Buch 1: Von der Gründung Roms (753 v. Chr.) bis zur Belagerung des Kapitols durch die Gallier (387 v. Chr.).
- Buch 2: Von der Einsetzung der Militärtribunen (386 v. Chr.) und den Siegen des Camillus bis zum Ende des Ersten Punischen Krieges (241 v. Chr.): Aufstieg Roms zur Großmacht im westlichen Mittelmeerraum.
- Buch 3: Vom Ende des Ersten Punischen Krieges bis zum Ende des Zweiten Punischen Krieges (202 v. Chr.): Rom unterwirft alle Rivalen im westlichen Mittelmeerraum.
- Buch 4: Vom Makedonischen Krieg (200–197 v. Chr.) bis zum Jugurthinischen Krieg und Triumph über Jugurtha (104 v. Chr.)
- Buch 5: Von den Kimbernkriegen (113–101 v. Chr.) bis zum Ende des Bundesgenossenkrieges und Sullas Sieg im Bürgerkrieg über die Marianer (82 v. Chr.)
- Buch 6: Von der Fortsetzung der Bürgerkriege (77 v. Chr.) bis zur Ermordung Caesars (44 v. Chr.)
- Buch 7: Von den Machtkämpfen nach Caesars Ermordung bis zum Tod des Kaisers Domitian (96 n. Chr.): Julisch-claudische und flavische Kaiser
- Buch 8: Von Nerva (96 n. Chr.) bis zum Tod des Severus Alexander (235 n. Chr.)
- Buch 9: Von Maximinus Thrax, dem ersten Soldatenkaiser, bis zur Abdankung von Diokletian und Maximian (305 n. Chr.)
- Buch 10: Von Constantius I. und Galerius bis zu Jovian (364 n. Chr.)

### Verhältnis zum lateinischen Original
Paianios’ Übersetzung von Eutropius’ Breviarium ab urbe condita ist eine verhältnismäßig freie Übertragung, die an die Bedürfnisse seiner griechischsprachigen Leserschaft angepasst ist. Frühe Herausgeber wie Friedrich Sylburg und Hans Droysen urteilten eher negativ über ihren Wert, da sie historische und übersetzerische Fehler enthält, sehr frei an das Original angelehnt und somit für die Textkritik des lateinischen Breviarium nur bedingt brauchbar ist. Ihr griechischer Text lässt sich keinem der verschiedenen lateinischen Überlieferungsstränge eindeutig zuordnen. Während Hans Droysen aus einigen Bindefehlern mit der Leidener Eutropius-Handschrift schloss, dass diese denselben Überlieferungsstrang wie Paianios repräsentiere, zeigte Richard Duncker 1880 anhand zahlreicher Übereinstimmungen mit anderen, von der Leidener Handschrift unabhängigen Textzeugen, dass sich Paianios keinem der heute bekannten Überlieferungsstränge eindeutig zuordnen lässt.
Das Verhältnis der Übersetzung zum Original wurde erstmals systematisch von Luigi Baffetti untersucht, der verschiedene Aspekte beschrieb und diese in drei Kategorien einteilte:
1. Ergänzungen zum Original
  1. Erläuterung lateinischer Fachbegriffe und römischer Realien (beispielsweise Senator, Diktatur, Legion, Miliarium)
  2. Nähere Bestimmung von Ortschaften (Alpen, Aquileia, Tarsos)
  3. Rückverweise
  4. Ergänzungen aus anderen Quellen (vermutlich aus Cassius Dio, beispielsweise die Gefangennahme des Gaius Mucius Scaevola) oder aus eigener Kenntnis
2. Auslassungen und Kürzungen
  1. Namen und Namensbestandteile von Personen (vor allem Praenomina)
  2. Ortsbestimmungen
  3. Ämterbezeichnungen bei Personennamen
  4. Redundanzen und Wiederholungen
  5. Selbstverständlichkeiten
  6. persönliche Bemerkungen Eutrops
3. Veränderungen größerer Passagen durch Umstellungen, Ergänzungen, Auslassungen oder Umformulierungen

Viele Unterschiede der Übersetzung zum Original erklärt Baffetti damit, dass Paianios aufgrund unvollkommener Lateinkenntnisse seine Vorlage oft missverstand und falsch wiedergab. Im Gegensatz zu diesem Negativurteil würdigten Forscherinnen wie Enrica Malcovati, Elizabeth Fisher, Paola Venini und Giuseppina Matino Paianios’ erfolgreiches Bemühen, ein nützliches kurzgefasstes Geschichtswerk in ansprechendem Stil einem griechischsprachigen Publikum nahezubringen.
Malcovati charakterisierte Paianios’ Übersetzung anhand ihrer stilistischen und inhaltlichen Eigenheiten gegenüber dem Original und gelangte zu dem Schluss, dass Paianios seine Vorlage – von zahlreichen, unbedeutenden Details abgesehen – im Großen und Ganzen gewissenhaft und ansprechend, wenn auch nicht wörtlich wiedergegeben habe. Demgegenüber zeigte Elizabeth Fisher am Beispiel eines Vergilzitats, dass Paianios stellenweise wortgetreu übersetzte: Nicht nur gab er den lateinischen Vers Wort für Wort (allerdings nicht metrisch) wieder, sondern er erläuterte zusätzlich die zugrundeliegende Situation in der Aeneis, die Eutrop bei seiner lateinischen Leserschaft stillschweigend voraussetzte.
Paola Venini kam bei einer umfangreichen Analyse zu dem Schluss, dass Paianios bei seiner Übersetzung sehr sorgfältig darauf geachtet hatte, missverständliche Formulierungen und Darstellungen bei Eutropius verständlich zu machen oder zu erklären. Paianios’ Übersetzung zeichne sich an vielen Stellen durch größere Klarheit und Genauigkeit aus als ihre Vorlage. Dabei habe Paianios deren bürokratischen und trockenen Stil in ein elegantes, von abwechslungsreichen Formeln und poetischen Phrasen geprägtes Griechisch verwandelt.
Giuseppina Matino untersuchte vor allem Paianios’ Haltung zu politischen und ethischen Diskursen im Breviarium ab urbe condita. Sie zeigte, dass Paianios wie Eutropius totalitäre Herrschaftsformen und politischen Terror ablehnte. Andererseits betonte Paianios stärker die zweifelhaften Ursprünge des römischen Volkes (durch den Raub der Sabinerinnen), relativierte die Bedeutung eines leistungsfähigen Militärs und hob die bereits von Eutropius gepriesenen Eigenschaften des Kaisers Julian noch stärker hervor. In einem weiteren Aufsatz analysierte Matino mehrere längere Passagen bei Eutropius und Paianios mit dem Ergebnis, dass Paianios als Angehöriger einer griechischen Bildungselite eine grundsätzlich andersartige Perspektive auf das Römische Reich und seine Geschichte einnahm als Eutropius.

### Textgeschichte

#### Rezeption, Zitate und indirekte Überlieferung
Während das lateinische Breviarium bereits früh von anderen Autoren rezipiert wurde, ist die Verbreitung von Paianios’ Metaphrasis weitgehend ungeklärt. Eine Ausnahme bildet die Kirchengeschichte des Sokrates Scholastikos: Er verwendete für die profanhistorischen Anteile seines Werks sowohl das lateinische Breviarium als auch dessen griechische Übersetzung. Ob gelegentliche Übereinstimmungen der Geschichtswerke des Philostorgios, Sozomenos und Georgios Synkellos mit dem Breviarium ab urbe condita auf direkte Benutzung dieses Werks zurückgehen (und falls ja, ob in Paianios’ Übersetzung oder einer anderen), ist unklar. Ab dem 6. Jahrhundert existierte neben der Übersetzung des Paianios noch eine weitere, heute weitgehend verlorene Übersetzung des Kapiton von Lykien. Die aus Eutropius entlehnten Passagen in der Chronographia des Theophanes Confessor (9. Jahrhundert) gehen wahrscheinlich auf eine weitere, von Paianios und Kapiton unabhängige Übersetzung zurück.
Direkte Zitate von Paianios’ Übersetzung bei anderen Autoren sind erst in spätbyzantinischer Zeit nachweisbar. So finden sich vereinzelte Zitate in der Exzerptensammlung des Maximos Planudes (Ende 13. Jahrhundert) und einige längere Auszüge in der Konstantin-Biographie des Nikephoros Gregoras (verfasst zwischen 1334 und 1341), dort allerdings unter dem Namen des Eutropius. Auch die sogenannte Sylloge Neapolitana (14. Jahrhundert) enthält eine gewisse Anzahl von Exzerpten aus Paianios mit Zuschreibung an Eutropius.

#### Direkte Überlieferung: Handschriften

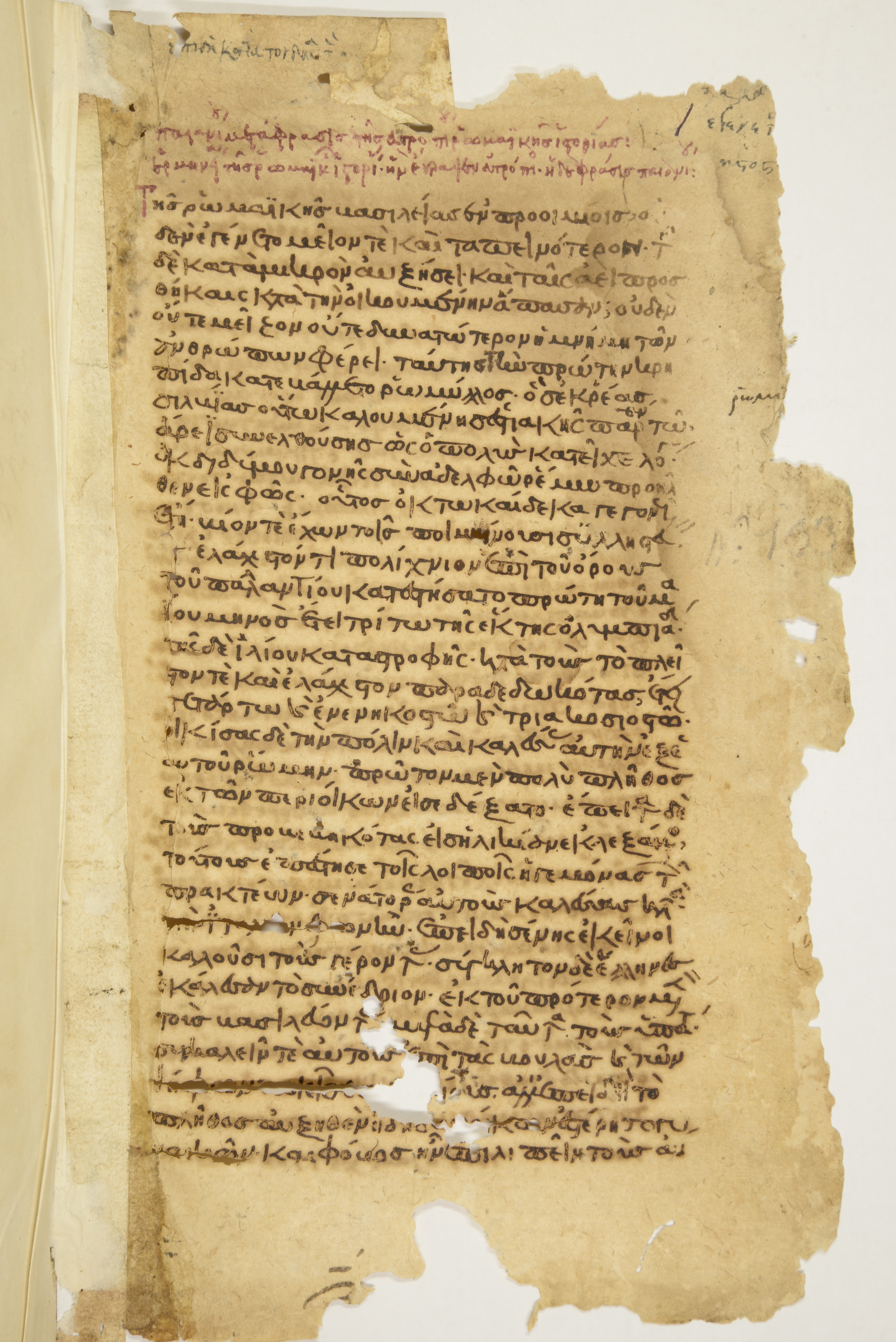
Erste Seite der ältesten erhaltenen Handschrift, Athous 4932 Iviron 812 (12. Jahrhundert)

Im Gegensatz zu der jüngeren Eutropius-Übersetzung von Kapiton (6. Jahrhundert) ist die des Paianios nicht nur in Zitaten greifbar, sondern nahezu vollständig erhalten. Insgesamt sind fünf Handschriften erhalten, die vom 12. bis 16. Jahrhundert geschrieben wurden. Dazu kommt noch das heute verschollene Exemplar der gedruckten Erstausgabe von Friedrich Sylburg.
1. I = Athos, Bibliothek des Klosters Iviron: Iviron 812 (= Athous 4932), geschrieben im 12. oder 14. Jahrhundert[25]
2. L = Florenz, Biblioteca Medicea Laurenziana: Laurentianus Pluteus 70,5, geschrieben um 1334/35–1341/42[26]
3. V = Venedig, Biblioteca Nazionale Marciana: Marcianus Graecus 583, geschrieben Ende der 1460er Jahre[27]
4. M = München, Bayerische Staatsbibliothek: Codex Graecus 101, geschrieben um 1555[28]
5. P = Lanvellec, Bibliothek des Marquis de Rosanbo: Codex 296 (= Codex Pithoei oder Pithoeanus nach seinem Vorbesitzer Pierre Pithou), geschrieben im 16. Jahrhundert[29]
6. S = Sylburgs Exemplar aus der Bibliothek von François Pithou, auf dem die editio princeps basierte, ist verschollen.

Die Verhältnisse der meisten Handschriften zueinander klärten Ernst Schulze und Hans Droysen grundlegend in den 1870er Jahren. Schulze erwies M und S als Abschriften des Laurentianus, Droysen stellte dasselbe Verhältnis für V fest. Die Handschrift P wurde 2012 von Lucarini als direkte Kopie von L einerseits und Vorlage für S andererseits bestimmt. Alle diese Handschriften (LVMPS) haben zwei gemeinsame Lücken im Text: die Kapitel 9–11 des 6. Buches und den Schluss ab dem 12. Kapitel des 10. Buches.
Die einzige Handschrift ohne diese Lücken (I) wurde erst 1897 näher bekannt, als Spyridon Lambros im Zuge seiner Katalogisierung und Auswertung der griechischen Handschriften des Athos Auszüge ihres Textes veröffentlichte. Lambros nahm jedoch von den Arbeiten Schulzes und Droysens keine Notiz. Er bestätigte unabhängig ihre Beurteilung der Verhältnisse der Handschriften LMS und formulierte eine Hypothese zur Identität der verschollenen Handschrift S mit P. Diese These wurde 2012 von Lucarini korrigiert, der S als Kopie von P erwies. Lambros’ Urteil zu den beiden ältesten Handschriften I und L, dass sie Zeugen zweier unabhängiger Traditionsstränge seien, wurde 2020 von Jonathan Groß widerlegt, der die Handschrift L als direkte Kopie von I erwies.

#### Gedruckte Ausgaben
Die erste gedruckte Ausgabe (editio princeps) stammte von Friedrich Sylburg (1590), der nach eifrigem Bemühen eine Handschrift von François Pithou aus Paris erhielt. Diese Handschrift hatte wie die meisten anderen größere Lücken im 6. und 10. Buch und außerdem noch einige Sonderfehler. Sylburg berichtete ausführlich über den Text seiner Vorlage und verbesserte eine Vielzahl von Überlieferungsschäden. Seine Verbesserungsvorschläge dokumentierte er nicht unmittelbar im Text, sondern in den Anhängen (Notationes und Indices).
Vom späten 17. Jahrhundert bis zum frühen 19. Jahrhundert entstanden weitere Ausgaben, die alle auf Sylburgs Text beruhten. Ihre Verfasser waren Lehrer an höheren Schulen und wollten die Metaphrasis vor allem als Einstiegslektüre im Griechischunterricht nutzbar machen. Dementsprechend statteten sie ihre Ausgaben mit historischen Kommentaren aus, kamen aber in der Textkritik kaum über Sylburg hinaus. Die jüngste Ausgabe dieser Richtung entstand im Umfeld der griechischen Aufklärung (Diafotismós): Der in Wien tätige Gelehrte Neophytos Doukas (1760/62–1845) veröffentlichte 1807 eine 2-bändige Ausgabe, die auf gegenüberliegenden Seiten den altgriechischen Text des Paianios und eine neugriechische Übersetzung (in Katharevousa) präsentierte und mit einem umfangreichen topografischen und prosopografischen Lexikon erläutert war. Doukas’ Edition schloss sich weitgehend an Sylburg an, ergänzte jedoch die in der Überlieferung ausgefallenen Passagen mit eigenen Rückübersetzungen ins Attische.
Alle Ausgaben bis 1807 gingen auf Sylburg und sein verlorenes Exemplar zurück, ohne dass die Herausgeber sich die Mühe machten, andere Handschriften heranzuziehen. Die Vermutung des Philologen Siwart Havercamp, dass Sylburgs Exemplar mit der (ihm nur aus einem Katalog bekannten) Münchener Handschrift identisch sei, stellte sich als unrichtig heraus. Nach dem grundlegenden Aufsatz von Ernst Schulze (1870), der die Verwandtschaftsverhältnisse der Handschriften LMS klärte, bereitete Theodor Mommsen eine kritische Ausgabe der Metaphrasis auf breiterem handschriftlichen Fundament vor. Sie erschien als Teil der groß angelegten, von seinem Schüler Hans Droysen (1851–1918) ausgeführten Eutropius-Ausgabe im Rahmen des Editionsprojekts Monumenta Germaniae Historica (MGH). Droysens Edition basierte auf der ältesten und besten ihm erreichbaren Handschrift, dem Laurentianus. Zwar hatte er durch einen Hinweis von Carl de Boor von der Existenz der Iviron-Handschrift erfahren, konnte ihrer aber nicht habhaft werden, da die Handschriften des Athos damals kaum zugänglich oder erschlossen waren.
Dies änderte sich mit den Forschungsreisen des Athener Geschichtsprofessors Spyridon Lambros (1850–1919), der ab 1880 die griechischen Handschriftenbestände der Athos-Klöster katalogisierte und für ihre Erhaltung entscheidende Anstöße gab. Bereits 1880 entdeckte Lambros die Handschrift Iviron 812 mit dem vollständigen Paianios-Text, konnte sie jedoch nicht sofort auswerten. Im Sommer 1896 verglich sein Schüler Philippos Georgantas die Handschrift mit der Paianios-Ausgabe von Doukas und schrieb die in den anderen Handschriften fehlenden Partien des 6. und 10. Buches sorgfältig ab. Lambros veröffentlichte die Ergebnisse dieser Kollation 1897 auf Deutsch in einer englischen Fachzeitschrift. Eine vollständige Ausgabe lieferte er 1912 in seiner eigenen Zeitschrift Νέος Ἑλληνομνήμων (Néos Ellínomnímon). Bei beiden Veröffentlichungen nahm er jedoch keine Notiz von Schulzes grundlegendem Aufsatz und Droysens Ausgabe. Weitere Nachteile von Lambros’ Ausgabe wie Druckfehler, unwillkürliche Textänderungen und Auslassungen, ein unzuverlässiger kritischer Apparat und nicht zuletzt der entlegene Erscheinungsort (der Νέος Ἑλληνομνήμων war außerhalb Griechenlands kaum verbreitet) führten dazu, dass seine Ausgabe entweder ignoriert oder nur als Ergänzung zu Droysens Ausgabe verwendet wurde.
Lambros’ Edition wurde in den 1970er Jahren in den Canon des Thesaurus Linguae Graecae der University of California, Irvine aufgenommen. Mit der Veröffentlichung dieser Datenbank im Internet (ab 2006) wurde sie auch weiteren Kreisen zugänglich. Lambros’ Zeitschrift selbst wurde 2015 digitalisiert und im griechischen Online-Verzeichnis Olympias im Open Access verfügbar gemacht.